# Hieracium lanceatum
Hieracium lanceatum es una especie de planta con flor del género Hieracium, de la familia Asteraceae, orden Asterales.

## Distribución
Hieracium lanceatum se distribuye por Rusia.

## Taxonomía
Fue descrita científicamente por Schljakov.
Tratamiento taxonómico
La especie aparece registrada en una sección de la publicación Fl. Murmansk. Obl.